# 디에잇
디에잇은 대한민국의 가수이다.
(The8, 본명: 쉬밍하오(한국명:서명호), 1997년 11월 7일 ~ )은 중국의 가수이자 대한민국의 보이 그룹 세븐틴의 서브보컬, 리드댄서를 맡고 있다.

## 학력
- 북경국제예술학교 (졸업)

## 음반 활동
- 2019년 Dreams Come True 발매
- 2020년 那幕 (Falling Down) 발매
- 2021년 나란히 (Side by side)발매

## 가수 외 활동

### 예능
- 2015년 10월 28일 MBC 《아이돌룸》
- 2015년 11월 30일 SBS 《백종원의 3대 천왕》
- 2016년 2월 15일 MBC 《세븐틴의 어느 멋진 날 : 13소년 표류기》
- 2016년 6월 25일 MBC 《마이 리틀 텔레비전》
- 2017년 1월 16일 《아이돌 육상 선수권대회》
- 2017년 1월 27일 SBS 《生 리얼 수업 초등학쌤》
- 2017년 3월 17일 MBC 《세븐틴의 어느 멋진날 in JAPAN / 부제:13소년 여행 타이쿤》
- 2017년 6월 21일 MBC 《주간아이돌》
- 2018년 4월 5일 《SVT클럽 : 요즘 것들의 리얼 청년회담》
- 2018년 4월 21일 KBS 《불후의 명곡》
- 2018년 5월 5일 KBS 《불후의 명곡 3부》
- 2018년 텐센트 《조음전기》
- 2019년 아이치이 《청춘유니》
- 2020년 KBS 《퀴즈 위의 아이돌》
- 2023년 유튜브 《나영석의 와글와글》
- 2024년 유튜브 《소통의 神》

## 친구
- 차은우
- 천러
- 런쥔
- 아이유
- 양정원

## 친한같은그룹멤버
- 에스쿱스
- 정한
- 조슈아
- 준
- 호시
- 원우
- 우지
- 민규
- 도겸
- 승관
- 버논
- 디노